# Mödingen
Mödingen település Németországban, azon belül Bajorországban. Lakosainak száma 1424 fő (2023. december 31.).

## Népesség
A település népessége az elmúlt években az alábbi módon változott:
| Lakosok száma | 657  | 985  | 802  | 1205 | 1311 | 1300 | 1295 | 1276 | 1395 | 1424 |
|               | 1875 | 1950 | 1975 | 1987 | 2012 | 2014 | 2016 | 2017 | 2021 | 2023 |